# Ittigehalli, Hosadurga
Ittigehalli là một làng thuộc tehsil Hosadurga, huyện Chitradurga, bang Karnataka, Ấn Độ.